# Eriogonum cronquistii
Eriogonum cronquistii là một loài thực vật có hoa trong họ Rau răm. Loài này được Reveal mô tả khoa học đầu tiên năm 1969.